# Center (Dakota del Nord)
Center è un centro abitato (city) degli Stati Uniti d'America, capoluogo della Contea di Oliver nello Stato del Dakota del Nord. Nel censimento del 2000 la popolazione era di 678 abitanti. La città è stata fondata nel 1903.

## Geografia fisica
Secondo i rilevamenti dell'United States Census Bureau, la località di Center si estende su una superficie di 1,00 km², tutti occupati da terre.
La cittadina vanta, a curiosa conferma del suo nome, la particolarità di trovarsi all'esatto centro geografico del continente nordamericano, poiché  equidistante dalle coste  atlantica e pacifica, ad est e ad ovest e, da nord a sud, dal Mar glaciale Artico e l'istmo centramericano.

## Popolazione
Secondo il censimento del 2000, a Center vivevano 678 persone, ed erano presenti 196 gruppi familiari. La densità di popolazione era di 672 ab./km². Nel territorio comunale si trovavano 310 unità edificate. Per quanto riguarda la composizione etnica degli abitanti, il 93,81% era bianco, lo 0,44% era afroamericano, il 3,39% era nativo e il 2,36% apparteneva a due o più razze. La popolazione di ogni razza ispanica corrispondeva allo 0,59% degli abitanti.
Per quanto riguarda la suddivisione della popolazione in fasce d'età, il 24,6% era al di sotto dei 18, il 5,8% fra i 18 e i 24, il 22,6% fra i 25 e i 44, il 33,0% fra i 45 e i 64, mentre infine il 14,0% era al di sopra dei 65 anni di età. L'età media della popolazione era di 44 anni. Per ogni 100 donne residenti vivevano 96,0 maschi.